# Competencia (economía)

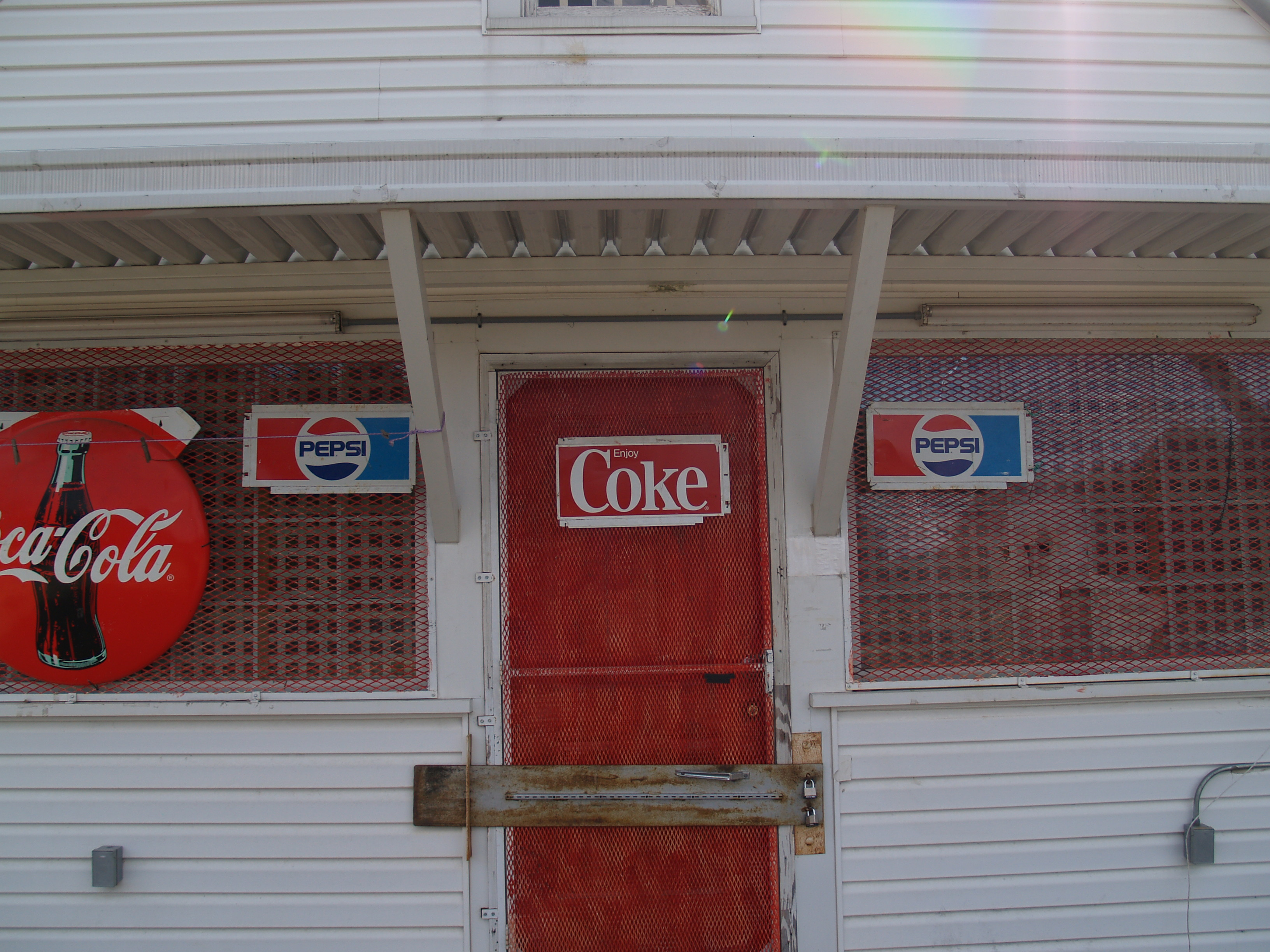
Logotipos de Coca-Cola y Pepsi

En economía, la competencia es la situación de un mercado en el cual diferentes vendedores de un producto o servicio actúan de forma independiente con el objetivo de mejorar sus beneficios, ventas o número de clientes, utilizando distintos instrumentos, como los precios, la calidad, la publicidad o el servicio posventa. Se considera que la competencia y la regulación eficiente fomentan la creación de riqueza gracias a que impulsan la eficiencia, la innovación, la competitividad y la productividad.
Se llama así a un régimen económico en el que los productores desarrollan su actividad abiertamente. La libre competencia es sinónimo de "libre mercado", y significa que, además de su legalidad, la única orientación para tomar las decisiones económicas proviene de los precios. Los productores tratan de ganar posiciones en su mercado a través de estrategias de mercadotecnia, de fabricación, de distribución u otras.  Los ofertantes se encuentran, así, en una situación de libertad para mejorar o abaratar sus productos o servicios con el objetivo de ser preferidos por los consumidores o usuarios.
Esta situación manifiesta el derecho y la posibilidad material en los agentes económicos de poder hacer elecciones, un elemento importante de la libertad individual. También se supone que aporta, en el plano del funcionamiento y la orientación de la economía, ciertos mecanismos igualitarios de adaptación permanente de la demanda y de la producción, y también incita a la innovación o a una mercadotecnia más adaptada al objetivo al que se quiere llegar.
La competencia generalmente presenta una forma apta de organización social en las relaciones económicas.

## Las teorías de la competencia
Existen tres teorías de la competencia:
- Teoría clásica
- Teoría neoclásica
- Teoría austriaca

### Lugar de la competencia en los modos de organización
En la teoría de las organizaciones, la competencia es un concepto opuesto al de cooperación, aunque los dos coexisten en el mundo real. Tanto la cooperación como la competencia pueden ser espontáneas o constreñidas. Estos cuatro modos forman las organizaciones estándar presentes en nuestras sociedades.

### La competencia y sus enfoques
Los economistas de la escuela clásica de los siglos XVIII y XIX han estudiado la competencia como todos los demás fenómenos económicos: un estado de hecho cuya teoría se conforma con describir y explicar los mecanismos, al modo de los naturalistas. En el siglo XX, la escuela austriaca siguió fiel a este enfoque.
Los economistas de la escuela neoclásica (a partir de Léon Walras) intentan establecer leyes cuantitativas para la economía. Para ello, introducen la noción de competencia pura y perfecta, una situación hipotética definida por un cierto número de condiciones que permiten un tratamiento matemático riguroso, pero que no se encuentran prácticamente jamás en la realidad.
Más recientemente, los teóricos de la "competencia imperfecta" analizan los desfases entre la realidad de la competencia y el modelo de la competencia pura y perfecta, y se refieren así a este modelo como un ideal que debe alcanzarse.

## La competencia pura y perfecta

### Las condiciones
La competencia pura y perfecta es un modelo de la teoría económica de la escuela neoclásica que describe una estructura de mercado hipotética en la cual ningún productor ni consumidor dispone de poder para fijar los precios ni sobre las decisiones de los demás agentes, y además todos tienen el mismo acceso a la información, lo que supone una igualdad de las posiciones de origen en la relación mercantil. El precio es entonces fijado por el afrontamiento y la negociación de todos con todos, sin generar renta de monopolio.
La competencia pura y perfecta representa uno de los dos casos extremos de estructuras de mercado estudiadas por los economistas neoclásicos, el segundo es el caso del monopolio. Se supone que la competencia perfecta permite el equilibrio sobre todos los mercados bajo unas condiciones suficientes muy particulares. Cada mercado debe cumplir las tres condiciones siguientes:
- La atomicidad del mercado: el número de compradores y de vendedores es muy amplio, con lo cual la oferta o la demanda de cada agente no tiene importancia respecto a la oferta o demanda total.
- La homogeneidad de los productos: los bienes intercambiados son similares en calidad y características; un producto de mejor calidad constituye entonces otro mercado. En la realidad, los bienes más homogéneos son las materias primas y los productos de la agricultura.
- La transparencia de la información: la información perfecta de todos los agentes sobre todos los demás y sobre el bien intercambiado debe ser gratuita e inmediata; la presencia de un "subastador" que centralice las ofertas y las demandas con el fin de calcular el precio de equilibrio es una manera de realizar esta transparencia y supone, además, la ausencia de intercambio grado a grado antes de la obtención del precio de equilibrio.

Las consecuencias de estas tres hipótesis son que, por una parte, el precio es la única motivación para intercambiar o renunciar a intercambiar en el mercado (y no la calidad, por ejemplo) y, por otra parte, el precio es fijado por el mercado y se impone a todos los protagonistas; no existe entonces más que un solo precio por un solo bien, cualquiera que sea el lugar de la compraventa.
Hay que añadir dos hipótesis que unen los mercados entre sí:
- La libre entrada y salida del mercado: no debe haber ningún obstáculo tarifario (proteccionismo), administrativo (numerus clausus) o técnico a la entrada de un ofertante o de un demandante suplementario.
- La libre circulación de los factores de producción (el capital y el trabajo): la mano de obra y los capitales se dirigen espontáneamente hacia los mercados donde la demanda es fuerte (con respecto a la oferta). No hay plazos ni costes de su reconversión.

Estas dos últimas hipótesis permiten una convergencia a largo plazo de las tasas de salario y de beneficio entre los diferentes sectores económicos y los diferentes países.
Se trata entonces de un marco muy restringido. La hipótesis de un subastador significa que todas las ofertas y demandas de los agentes económicos están centralizadas por un planificador virtual, que puede así determinar el precio de equilibrio. Este planificador no existe en economía de mercado, donde las decisiones referentes al precio de los intercambios y la cantidad intercambiada son tomadas de maneras descentralizada. Los neoclásicos han desarrollado en la teoría del equilibrio general la idea de una convergencia progresiva de los precios hacia el precio de equilibrio; Walras introdujo un mecanismo de "palpado" y la idea de una "mano invisible" ha sido recuperada de Adam Smith. Por otra parte, el teorema de Sonnenschein en 1973-1974 ha demostrado que la unicidad y la estabilidad del equilibrio no están aseguradas utilizando hipótesis pertinentes, con lo que se hirió el proceso de "palpados" desarrollado por Walras.

### Utilización
Si el modelo de competencia perfecta ocupa un lugar tan importante en la modelización económica, es primero porque permite un análisis matemático a base de optimización, y también porque las situaciones de equilibrio son "óptimos" matemáticos que verifican ciertas propiedades de eficiencia (Pareto), lo que permite tener un mensaje positivo el lo concerniente al tipo de sociedad que el modelo de competencia pura y perfecta busca modelizar. La hipótesis de la competencia pura y perfecta se utiliza en la demostración de los teoremas del bienestar.

### El principio de tarifar al coste marginal
A partir de las propiedades de la competencia, es posible demostrar, en un marco teórico neoclásico, que el precio en competencia pura y perfecta es igual al coste marginal y que, a largo plazo, el beneficio económico es nulo. Se introduce por ello la hipótesis suplementaria de que cada empresa tiene como objetivo el maximizar sus beneficios, definidos como la diferencia entre las ganancias totales (GT = p . q) y el coste total puede así la empresa jugar con la cantidad, pero siempre acepta el precio P. A corto y medio plazo, si hay un sector económico beneficiario, las empresas entrarán en ese sector: la oferta aumentará y los precios disminuirán. Los beneficios de esas empresas sobre ese mercado, disminuirán hasta agotarse.

### Límites y críticas de la competencia perfecta
La competencia real es diferente de la competencia teorizada por los neoclásicos (particularmente en la visión de Walras. Se deducen de ello tres actitudes posibles:
- La competencia pura y perfecta, sobre todo si la completamos con el estudio de la competencia imperfecta, es una aproximación aceptable a la competencia real. Además, es competencia del Estado imponer las condiciones de existencia de la competencia perfecta, por ejemplo, con la aplicación de las leyes anti-trust. Es la posición generalmente aceptada por los economistas neoclásicos.
- La competencia pura y perfecta está basada sobre unas hipótesis demasiado poco pertinentes como para que podamos extraer de ellas consecuencias concretas, y su estudio, por lo tanto, es carente de valor científico. Es la posición de la escuela austríaca (Friedrich Hayek, y de los diametralmente opuestos economistas heterodoxos: John Kenneth Galbraith, Tony Lawson, Bernard Guerrien, la escuela institucionalista, los postkeynesianos (Kaldor, Joan Robinson) y numerosos geógrafos de la geografía económica (Ron Mayer, Peter Sunley, Eric Sheppard).
- Para la mayor parte de los marxistas, la competencia pura y perfecta es una "tontería", para retomar las palabras de Marx, cuyo objetivo es, como en toda teoría de la clase dominante, únicamente justificar el sistema capitalista. No hay que buscar en ella ninguna verosimilitud, sino tan solo las ideas de la clase dominante para afianzar su dominación.

## ¿Es un modelo a definir según el tipo de mercado?
Los avances de las teorías de diversas corrientes económicas (neokeynesianos, teoría de los juegos, etc.) han llevado a distinguir entre varios tipos de mercado en los cuales la situación puede ser de competencia imperfecta. La competencia perfecta no es entonces más que otra situación entre muchas posibles. Este aporte teórico permite el desarrollo del análisis mesoeconómico, en sectores económicos concretos y de las ciencias de gestión.

### Posición liberal de mercado
En los sectores de rendimiento escalonado creciente, la apertura al comercio internacional favorece la concentración. El sector del automóvil es revelador de esta tendencia, puesto que en 1950 había unos 70 productores independientes, mientras que hoy en día son una decena aproximadamente. Esto puede conllevar un riesgo de atentado a la competencia bajo la forma de entendimientos o contratos tácitos (cartelización). La mayoría de los países liberales interpretan esto como un problema y hacen leyes que tienen por objetivo el que el mercado no sea falseado.
- La Unión Europea ha intervenido estos últimos años para hacer cesar algunas prácticas entre cementeras, laboratorios farmacéuticos o empresas informáticas (como Microsoft, que no desea dar el código fuente de sus programas a las autoridades de arbitraje).
- Las autoridades federales norteamericanas han observado las condiciones en sector de las telecomunicaciones (desmantelamiento de Bell) y de la informática (investigaciones contra IBM y, después, contra Microsoft).

Aun así, en lo que concierne a este último país, la actitud de las autoridades evoluciona hacia una política de la competencia (anti-trust), sobre todo en 1974 con un cambio de jurisprudencia de la Corte Suprema de los Estados Unidos, el abandono de las persecuciones y querellas contra grandes marcas cuyos procesos duraron más de diez años (IBM y Xerox, por ejemplo) y la revisión en 1983 de las directrices de la Federal Trade Commission en un sentido más liberal. A pesar de ello, existen todavía grandes juicios anti-trust, como es de Microsoft, aún perseguido por ciertos estados, aunque el gobierno federal haya abandonado.

### La posición de los no liberales
Según otros análisis, sobre todo altermundialistas o intervencionistas:
- El monopolio público es preferible, ya que el Estado puede hacer el papel de regulador con otros objetivos que aquellos que impone.
- La competencia no debe ser extendida a todos los campos, en particular la salud, la educación, la justicia, la cultura, etc.

Según ellos, la privatización de los servicios públicos sin instituir reglas, sería lo mismo que, pasado un periodo transitorio, un paso de un monopolio público a un monopolio privado (cártel).

### ¿Qué mecanismos de control?
Otros críticos apuntan hacia los mecanismos que se supone que han de garantizar la competencia:
- Afirman que son poco eficaces, ya que poco respetados.
- Son en parte incompatibles con los fundamentos de la teoría liberal; romper los cárteles necesitaría una modificación de los derechos de propiedad de una parte de la empresa escindida; además, el patrón estaría sometido a reglas que buscan limitar el poder de su empresa.
- Los mecanismos de control de la competencia reposan, ante todo, sobre la posibilidad de recurrir a la justicia desde el momento en que los comportamientos de sus competidores no respeten las reglas que rigen su sector económico.

### ¿Qué coste?
Según los adversarios de la libertad de competencia, ésta tendría un coste, sobre todo por el hecho de:
- La multiplicación de las infraestructuras necesarias a la explotación de los productores como, por ejemplo, una serie de compañías de telefonía móvil que no mutualizasen sus repetidores. Es una situación que correspondería a la de un monopolio natural.
- La cantidad de publicidad sería más importante que en una situación de monopolio para productos considerados como substitutos perfectos (la liberalización de las centrales de información telefónica es un ejemplo válido de esto).
- Por el hecho de las tensiones en el mercado del factor capital.

La teoría económica clásica afirma que los costes para el sistema económico son, generalmente, superiores en casos de competencia imperfecta (cárteles, oligopolios, posiciones dominantes, profesiones corporativistas...) o de monopolio. Puede hablarse entonces de costes de no competencia.

### ¿Una organización para ser regulada?
No obstante, la mayoría de los economistas, si bien consideran que la competencia es raramente perfecta, se niegan a rechazarla como forma de organización, aunque haya que establecer las reglas de funcionamiento. Algunos afirman que el principio del monopolio natural, aunque no incumba más que a un número reducido de ramas económicas, muestra los límites del sistema de competencia, sobre todo para las actividades dichas "de red", como los servicios públicos.
Puede hablarse de dos de las divisiones de la competencia:
- competencia directa: es la competencia en la que se venden productos con características en común; puede decirse incluso que son casi iguales;
- competencia indirecta: es la competencia en la que se venden productos sustitutos.